# مهدی ماحوزی

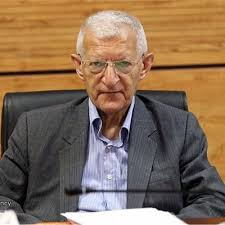

مهدی ماحوزی (۱۲ آذر ۱۳۱۴ دشتستان) پژوهشگر برجستهٔ ادبیات و زبان فارسی، استاد دانشگاه، شاعر و نویسنده اهل ایران است. وی خواهرزادهٔ علی دشتی نویسنده و سیاست‌مدار دورهٔ پهلوی می‌باشد که در انتشار بسیاری از آثار او نقش به‌سزایی داشته؛ از مهم‌ترین این آثار می‌توان به نقشی از حافظ، قلمرو سعدی و پرده پندار اشاره کرد. در عین حال کتاب ادبیات فارسی وی از منابع درسی بسیاری از دانشکده‌های زبان و ادبیات فارسی ایران است. ماحوزی هم‌اکنون مدیرمسوول پژوهش‌نامه ادب حماسی می‌باشد.

## آثار

### کتاب‌ها
1. سر حافظ در حدیث دیگران
2. دمی با خیام
3. نقشی از حافظ به همراه علی دشتی
4. علی علیه السلام و آئین رهبری
5. گزارش نویسی
6. سایه (انتقادهای ادبی مقاله‌های اجتماعی) به همراه علی دشتی
7. آتش اندر چنگ
8. شرح مخزن الاسرار نظامی گنجوی
9. پرده پندار و در دیار صوفیان
10. خاقانی شاعری دیر آشنا
11. کاخ ابداع (گردآورنده)
12. تصویری از ناصرخسرو (گردآورنده)
13. عقلا بر خلاف عقل (مترجم)
14. خاقانی شاعری دیر آشنا به همراه علی دشتی
15. نگاهی به صائب به همراه علی دشتی